# Otto Richard Tannenberg
Otto Richard Tannenberg est un géographe et homme de lettres allemand, militant pangermaniste du début du XXe siècle.

## Idées politiques
Dans son ouvrage, Le Rêve allemand, il exhorte ses compatriotes à créer un empire pangermaniste à l'échelle européenne.

## Influence
Au début du XXe siècle, ses écrits ont rencontré un certain succès et ont fortement influencé Heinrich Himmler.

### Publications
- Le Rêve allemand ! La plus grande Allemagne ! L’œuvre du XXe siècle, Leipzig, 1911, traduit en Français en 1916[2].